# Predigthaus des Hl. Heinrich

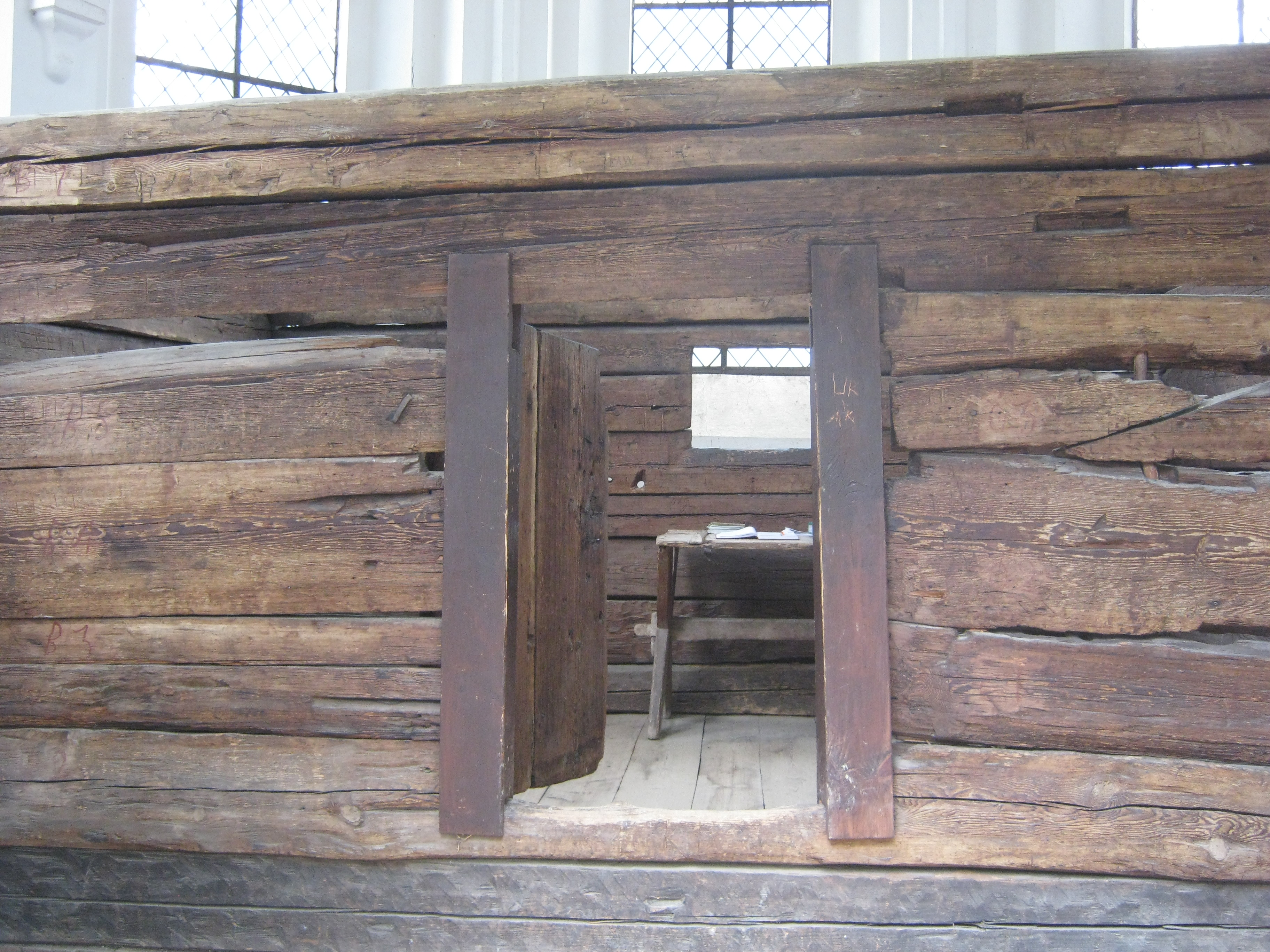
Das Predigthaus des Hl. Heinrich

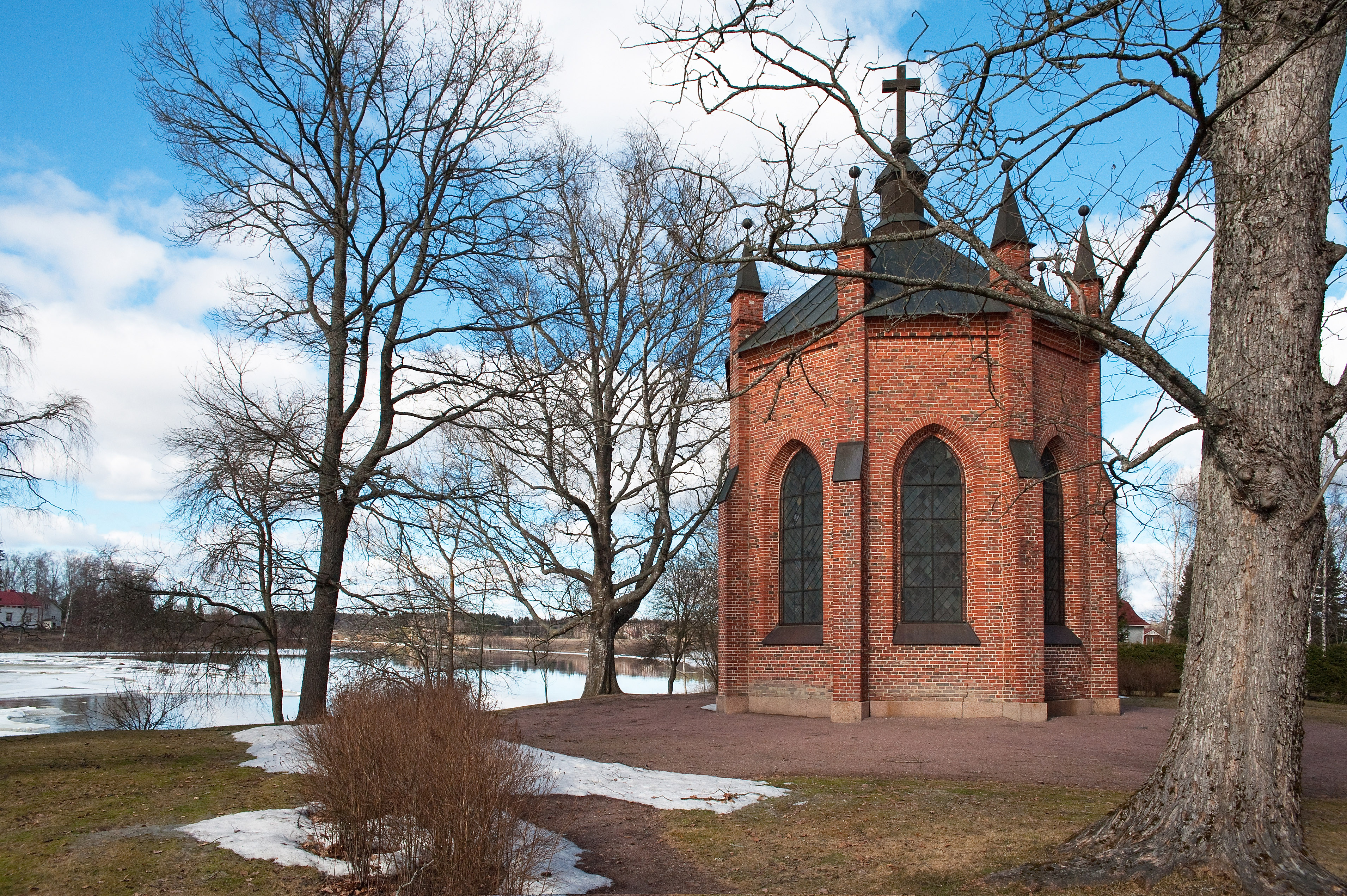
Die Kapelle, in deren Inneren sich das Predigthaus des Hl. Heinrich heute befindet

Das Predigthaus des Hl. Heinrich (finnisch Pyhän Henrikin saarnahuone) ist ein altes Holzgebäude in der südwestfinnischen Stadt Kokemäki. Es befindet sich rund einen Kilometer östlich des Zentrums von Kokemäki am Ufer des Flusses Kokemäenjoki an der Stelle des mittelalterlichen Handelsplatzes Telja.
Der Überlieferung nach soll es sich bei dem Predigthaus um ein Speichergebäude handeln, in dem der Heilige Heinrich von Uppsala, der erste Bischof und Nationalheilige Finnlands, 1156 predigte und seine letzte Nacht verbrachte, ehe er im benachbarten Köyliö vom Bauern Lalli erschlagen wurde. Nach Heinrichs Tod setzte dessen Verehrung als Heiliger ein und das Predigthaus wurde zu einer Pilgerstätte. Die erste schriftliche Erwähnung des Gebäudes stammt aus dem 17. Jahrhundert.
Die Historizität der Überlieferung und das tatsächliche Alter des Predigthauses des Hl. Heinrich sind unklar. Dendrochronologische Untersuchungen im Jahr 1990 ergaben, dass der älteste der untersuchten Holzbalken des Gebäudes aus einem 1472/73 gefällten Baum gefertigt wurde, die übrigen untersuchten Balken stammten aus dem 16. und 17. Jahrhundert. Es ist aber nicht ausgeschlossen, dass das Predigthaus tatsächlich auf das 12. Jahrhundert zurückgeht, da die Bauteile bei Instandsetzungsarbeiten offenbar mehrmals ausgetauscht wurden. In jedem Fall ist das Predigthaus des Hl. Heinrich das älteste bekannte Holzgebäude Finnlands.
1857 wurde anlässlich der 700-Jahr-Feier der finnischen Kirche zum Schutz des Predigthauses nach Plänen von Pehr Johan Gylich um das alte Holzgebäude herum eine neugotische achteckige Kapelle aus Backstein erbaut.